# David Alaux
Pour les articles homonymes, voir Alaux.
David Alaux est un scénariste et réalisateur d'animation français. Avec Éric et Jean-François Tosti, il est cofondateur de TAT Productions et cocréateur de la série Les As de la jungle.

## Biographie
David Alaux est originaire de Figeac (Lot), dans le Sud de la France. Il devient ami avec les frères Éric et Jean-François Tosti au collège d'Ille-sur-Têt où ils sont tous les trois élèves. Les trois camarades poursuivent leurs études ensemble au lycée François-Arago de Perpignan, puis à Toulouse. Ils prennent l'habitude de travailler ensemble, notamment en créant la société TAT Productions en 2000 à Toulouse puis le film d'animation Les As de la jungle qu'ils réalisent et qui sort en 2017,.

## Filmographie

### Réalisateur

#### Cinéma
- 1999 : Mon copain ? avec Éric Tosti
- 2002 : Le Vœu avec Éric Tosti
- 2017 : Les As de la jungle
- 2019 : Terra Willy, planète inconnue
- 2023 : Pattie et la Colère de Poséidon

#### Télévision
- 2008 : Au pays du Père Noël avec Éric Tosti
- 2008 : Spike avec Éric Tosti
- 2011 : Les As de la jungle (26 épisodes)
- 2011 : Les As de la jungle : Opération banquise avec Éric Tosti
- 2012 : Spike 2 avec Éric Tosti
- 2013 : Les As de la jungle à la rescousse (1 épisode)

### Scénariste

#### Cinéma
- 1999 : Mon copain ? de lui-même et Éric Tosti
- 1999 : Chambre no  13
- 2002 : Le Vœu de lui-même et Éric Tosti
- 2017 : Les As de la jungle de lui-même
- 2019 : Terra Willy, planète inconnue d'Éric Totsi
- 2022 : Pattie et la colère de Poséidon de lui-même
- 2025 : Falcon Express de Benoît Daffis et Jean-Christian Tassy

#### Télévision
- 2008 : Au pays du Père Noël de lui-même et Éric Tosti
- 2008 : Spike de lui-même
- 2011 : Les As de la jungle (26 épisodes)
- 2011 : Les As de la jungle : Opération banquise de lui-même et Éric Tosti
- 2013 : Les As de la jungle à la rescousse (9 épisodes)

### Décorateur
- 1999 : Mon copain ? de lui-même

### Monteur
- 2008 : Au pays du Père Noël de lui-même et Éric Tosti
- 2008 : Spike de lui-même et Éric Tosti
- 2011 : Les As de la jungle : Opération banquise de lui-même et Éric Tosti
- 2012 : Spike 2 de lui-même et Éric Tosti

### Effets spéciaux

#### Cinéma
- 2009 : Détours de Fabien Daguerre

#### Télévision
- 2008 : Au pays du Père Noël de lui-même et Éric Tosti
- 2008 : Spike de lui-même et Éric Tosti

## Distinctions

### Récompenses
- 2017 : Prix Animé RNC média au Festival du cinéma international en Abitibi-Témiscamingue pour Les As de la jungle